# Juan Velarde Fuertes
Juan Velarde Fuertes (Salas, Asturias, 26 de junio de 1927 - Madrid, 3 de febrero de 2023) fue un economista y catedrático español. Fue autor de un gran número de publicaciones sobre economía, siendo así mismo colaborador habitual en varias revistas y periódicos.

## Biografía
Nació en la localidad asturiana de Salas el 26 de junio de 1927 (de la cual, fue nombrado Hijo Predilecto). Tras cursar estudios en el Instituto Ramiro de Maeztu se licenció y doctoró con Premio Extraordinario en Ciencias Económicas en la Universidad de Madrid, con la primera promoción de estos estudios en España (1956).
En 1951 ingresa con el número 1 en el Cuerpo Nacional de Inspección de Trabajo, ocupando hasta 1982 la Dirección del Instituto de Estudios Laborales y de la Seguridad Social (dependiente del Ministerio de Trabajo).
Escribió siempre sobre asuntos económicos en distintos medios y publicaciones, como la Revista de Economía Política, La Hora, Alférez y Alcalá. Entre 1952 y 1979 dirigió la sección económica del diario Arriba, órgano del Movimiento, adscrito a un grupo de economistas de pensamiento joseantoniano, y fue uno de los redactores de las ponencias económicas del I Congreso Nacional de Falange, en 1953. Desde 1979 hasta 1986 colaboró con una columna en el diario Ya. A partir de 1986 colaboró regularmente en el diario ABC. Colaboró con la revista de actualidad Época; publicó durante años, artículos en Expansión, y una Tribuna semanal en El Economista. Anteriormente fue director de Anales de Economía y Revista de Trabajo. Fue director de la Revista Española de Control Externo los años que fue consejero del Tribunal de Cuentas.
Ejerció la enseñanza, su gran vocación, desde su Cátedra de Estructura e Instituciones Económicas en la Universidad de Barcelona en 1960 y de Economía Aplicada en la Universidad Complutense de Madrid desde 1964 (fue catedrático Emérito de Economía Aplicada de esta Universidad). Asimismo, fue profesor durante más de una década de la Universidad Pontificia Comillas. Ha sido vicedecano de la Facultad de Ciencias Políticas y Económicas y Rector de la Universidad Hispanoamericana Santa María de la Rábida (1974-1977). Desde 1978 hasta su fallecimiento fue Director de los Cursos de La Granda, en Asturias.
En la década de 1980 defendió, desde las páginas de la revista Razón Española, reformas de carácter liberalizador y de austeridad presupuestaria para la economía española.
Desde 1991 hasta 2012 ejerció como Consejero del Tribunal de Cuentas, pasando posteriormente a ser Consejero Emérito del Tribunal de Cuentas.
En 1998 fue elegido presidente del Foro Libertad y Calidad de la Enseñanza. En septiembre de 2001 fue nombrado socio de honor de AECA (Asociación Española de Contabilidad y Administración de Empresas). Fue miembro del patronato de la fundación FAES.
Desde el año 2002 hasta su fallecimiento fue Presidente de la Real Sociedad Geográfica y Vicepresidente de la Real Sociedad Económica Matritense de Amigos del País. Académico de número de la Real Academia de Ciencias Morales y Políticas y presidente de la misma (2014-2018); ostentó su Presidencia de Honor. Además, fue correspondiente de numerosas Academias hispanoamericanas, así como de la Academia da Historia Portuguesa. Fue Ingeniero Agrónomo Honorario.
Estaba casado con Alicia Valiente Pita de la Vega. El matrimonio tuvo tres hijos: Miguel, Alicia y Paloma Velarde Valiente, y siete nietos.
Falleció el 3 de febrero de 2023, a consecuencia de una caída en su domicilio.

## Premios, honores y condecoraciones
- Medalla al Víctor de Plata
- 1953. Premio 1.º de Octubre, de la Secretaría General del Movimiento, por el artículo La economía española en unas pocas manos
- 1963.  Gran Oficial de la Orden de África[11]
- Oficial de la  Ordre du Mérite
- Cruz Azul de Plata de la Seguridad Social
- Cruz del Mérito Militar de 1.ª Clase, con distintivo blanco
- Cruz del Mérito Aeronáutico de 1.ª Clase, con distintivo blanco.
- 1975.  Gran Cruz de la Orden de Cisneros[12]
- Premio Nacional de Ensayo 1970 por el libro “Gibraltar y su campo”
- 1978. Académico de número de la Real Academia de Ciencias Morales y Políticas desde el 1 de marzo de 1977.
- Correspondiente de la Academia de Ciencias Morales y Políticas de Argentina; de la Academia Chilena de Ciencias Sociales, Políticas y Morales; de la Academia de Ciencias Políticas y Sociales de Venezuela; de la Academia Nacional de Ciencias Económicas de Argentina; de la Academia Colombiana de Ciencias Económicas; de la Academia Peruana de Ciencias Morales y Políticas; Miembro de Mérito de la Academia Portuguesa da Historia; Miembro de Honor de la Academia Hispanoamericana de Ciencias Morales y Políticas de Cádiz; Académico Honorario de la Academia Andaluza de Ciencias Sociales y Medio Ambiente; Miembro de Honor de la Real Sociedad Económica Extremeña de Amigos del País y Académico Honorario de la Real Academia de Ciencias Económicas y Financieras de Barcelona.
- 1992. Premio Príncipe de Asturias de Ciencias Sociales[13]
- 1996. Premio Rey Jaime I de Economía
- 1997. Premio de Economía de Castilla y León Infanta Cristina
- 1997. Miembro de la Academia Europea de Ciencias y Artes
- 1997. Gran Cruz de la Orden del Mérito Civil[14]
- Gran Cruz de la Orden de Balboa.
- Doctor "Honoris Causa" por las Universidades de Alicante, Oviedo, Pontificia de Comillas, Valladolid, Sevilla, Francisco de Vitoria, la UNED y la Rey Juan Carlos.
- Fue Vicepresidente del Patronato de la Fundación Cánovas del Castillo.
- Presidente de Honor de la Fundación Valdés Salas
- Miembro del Patronato del Real Centro Universitario María Cristina de El Escorial, adscrito a la Universidad Complutense de Madrid. También miembro del Patronato de la Fundación Areces y de la Fundación Santander.
- 1999.  Gran Cruz de la Orden Civil del Mérito Agrario, Pesquero y Alimentario[15]
- 2002.  Premio de Economía Rey Juan Carlos
- 2007. Caballero de Gran Cruz de la  Orden Vaticana de San Gregorio Magno
- 2009. Legionario de Honor (desde el 31 enero)
- 2010. Premio "José Ortega y Gasset" de Ensayo y Humanidades del Ayuntamiento de Madrid por la obra Cien años de economía española.[16][17]
- 2012.  Gran Cruz de la Orden Civil de Alfonso X el Sabio[18]
- 2013. Medalla al Mérito en el Trabajo [19][20]
- 2017. Premio Internacional Menéndez Pelayo[21]
- Doctor honoris causa por la Universidad Francisco de Vitoria[22]

## Obra
- La economía española en unas pocas manos (1953)
- Política económica (1959), con E. Fuentes Quintana.
- Algunos aspectos de la economía española vistos a través de la tabla input-output de 1954 (1960)
- Flores de Lemus ante la economía española (1961)
- La dimensión de la explotación industrial de España (1961)
- Sobre la decadencia económica de España, (1967; 2.ª ed. ampliada, 1969)
- Política económica (1967)
- Política económica de la dictadura (1968)
- Lecturas de economía española (1969)
- Lecciones de estructura e instituciones económicas de España (1969)
- Un aspecto del problema de la inversión de capitales extranjeros en España: el asunto Montana (1968)
- Gibraltar y su campo: una economía deprimida (1970)
- España ante la socialización económica: una primera aproximación (1970)
- El nacionalsindicalismo, cuarenta años después (Análisis crítico) (1972)
- Introducción a la historia del pensamiento económico español en el siglo XX (1974)
- Las inversiones privadas extranjeras en España en el periodo 1960-1970 (1975)
- La larga contienda sobre la economía liberal. ¿Preludio del capitalismo o de la socialización?, (1978)
- Economía y sociedad de la transición (1978)
- Acerca de las aportaciones económicas de Valentín Andrés Álvarez (1980)
- El libertino y el nacimiento del capitalismo (1981)
- El impacto de la crisis económica en el mundo actual (1982)
- Avances científico-tecnológicos y progreso económico español: un reto para el futuro (1985)
- Joaquín Costa (1987)
- El tercer viraje de la Seguridad Social en España. Aportaciones para una reforma desde la perspectiva del gasto (1990=
- Economistas españoles contemporáneos (1990)
- La Compañía de Jesús y la reforma de la economía española: (del Padre Luis Coloma al Padre Sisinio Nevares) (1993)
- Los años en que no se escuchó a Casandra o El fracaso de la expansión de 1985 a 1992 (1993)
- Historia de la economía asturiana (1994)
- Los años perdidos: crítica sobre la política económica española de 1982 a 1995 (1996)
- España en la Unión Europea: balance de un decenio (1996)
- Hacia otra economía española (1996)
- Perspectivas del 98, un siglo después, (1997)
- La escuela de economistas de Madrid y la Real Academia de Ciencias Morales y Políticas (1999)
- Castilla y León ante el 98 (1999)
- El estado del bienestar (1999)
- Historia de un esfuerzo colectivo 1900-2000
- Algunas cuestiones clave para el siglo XXI (2000)
- El futuro de la economía española : el modelo Aznar-Rato va a más (2000)
- Fraga o El intelectual y la política: una visión desde la economía (2001)
- La economía española en el siglo XX. Estudios Económicos de Desarrollo Internacional (2001)
- Manuel Azaña (2003)
- Del realismo moderado de Santo Tomás de Aquino a la evolución de la doctrina social de la Iglesia: un homenaje a Colin Clark (2003)
- José Antonio y la economía (2004)
- La economía española ante el siglo XXI (2005)
- España ante la socialización económica: una aproximación con complementos y sin descargo de conciencia (2005)
- El libertino y el nacimiento del capitalismo. La Esfera de los Libros S.L. 2006. ISBN 978-84-9734-494-4.
- Tres sucesivos dirigentes políticos conservadores y la economía (2007)
- Las sociedades científicas españolas (2007)
- La economía iberoamericana como drama e ilusión (2008)
- Antonio Bermúdez Cañete: periodista, economista y político. Actas. 2008. ISBN 978-84-9739-067-5.
- Cien años de economía española. Ediciones Encuentro. 2009. ISBN 978-84-7490-960-9.
- Lo que hay que hacer con urgencia (2011)
- Principales aspectos de la economía energética española (2013)
- Juan Velarde. Testigo del gran cambio. Conversaciones con Mikel Buesa y Thomas Baumert. Ediciones Encuentro. 2016. ISBN 978-84-9055-134-9.